# Alekszandr Venyiaminovics Abusahmetov
Alekszandr Venyiaminovics Abusahmetov (oroszul: Александр Вениаминович Абушахметов) (Frunze, 1954. július 21. – Moszkva, 1996. június 10.) szovjet színekben világbajnok, olimpiai bronzérmes orosz párbajtőrvívó.